# 콕재즈
콕재즈 (CokeJazz) (1989년 2월 22일 출생) 본명: 최종원)은 대한민국의 힙합 래퍼 겸 프로듀서이다.

## 학력
- 구로고등학교 (졸업)